# كوزوموتشي
كوزوموتشي (باليابانية: 葛餅 أو: 久寿餅) حلوى يابانيَّة هلاميَّة القوام، تُصنع من دقيق الأرُزّ الغرويّ (الموتشي)، والنّشا المستخلَص من نبات الكشت الياباني (يُدعى هذا النّوع من النشا: كوزوكو). تُقدَّم هذه الحلوى باردة، ويوضع فوقها عصير السُّكَّر البُنّي غير المُصفّى (كوروميتسو)، مع دقيق فول الصويا المحمَّص (يُسمّى باليابانية: كيناكو).